# 天竺庵
天竺庵，位于中国广东省云浮市郁南县建城镇白瓦寨武功山，为郁南县的一个县级文物保护单位，类型为古建筑，公布时间为2003年4月8日。
天竺庵的历史年代为明代。